# Concepción de Atenas
Concepción es un distrito del cantón de Atenas, en la provincia de Alajuela, de Costa Rica.

## Geografía
Concepción cuenta con un área de 21,91 km² y una altitud media de 535 m s. n. m.

## Demografía
Para el año 2022, Concepción cuenta con una población estimada de 5031 habitantes, y para el último censo efectuado, en 2011, Concepción contaba con una población de 3473 habitantes.

## Localidades
- Barrios: Río Grande
- Poblados: Balsa, Calle Garita, Coyoles, Pan de Azúcar, Tornos.

## Transporte

### Carreteras
Al distrito lo atraviesan las siguientes rutas nacionales de carretera:
- Ruta nacional 3
- Ruta nacional 27
- Ruta nacional 134
- Ruta nacional 720